# Irish Guards

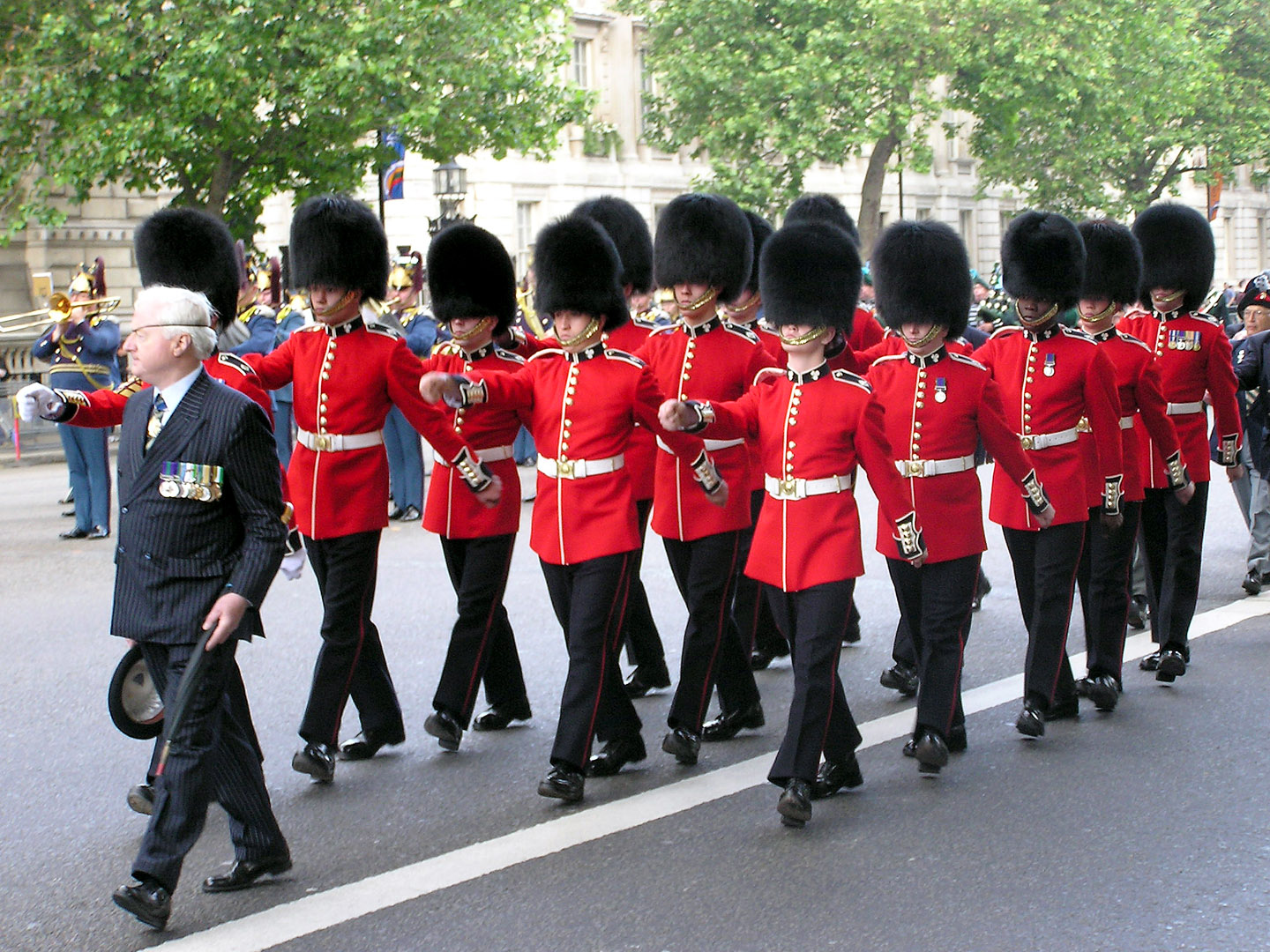
Irish Guards desfilando en Londres (2005).

Irish Guards (Guardias Irlandeses) es un regimiento del Ejército Británico que forma parte de la Foot Guards. Se creó en 1900 por orden de la reina  Victoria en reconocimiento de los servicios prestados por soldados irlandeses durante las Guerras de los Bóeres. Su primer Colonel-of-the-Regiment, un título honorífico, fue el mariscal de campo lord Roberts.
Aunque el uniforme de gala de todos los regimientos de Foot Guards consiste en guerreras rojas y gorros altos de piel de oso (bearskin), el de las Irish Guards se distingue por llevar penacho azul en el lado derecho del gorro alto, las insignias del shamrock en el cuello y una fila de botones de la guerrera dividida en dos grupos de cuatro botones, como símbolo de ser el cuarto regimiento en antigüedad de los Foot Guards (Guardias de pie).